# Llengua kora
Aka-kora (també conegut simplement com a Kora) és una llengua extingida de les illes Andaman, a l'Índia.
Formava part del grup de llengües andamaneses del nord. El kora es parlava a la costa nord-est i central del nord de l'illa Andaman del nord i a l'Illa Smith. El seu últim parlant (Boro) va morir el novembre del 2009.